# 에드워드 리디
에드워드 "에드" 리디(영어: Edward "Ed" Liddie, 1959년 7월 21일~)는 미국의 유도 선수, 지도자이다. 1984년 하계 올림픽에서 엑스트라라이트급 동메달을 획득했으며, 팬아메리칸 게임에서 동메달 2개를 획득했다.